# Jogo Cruzado
Jogo Cruzado é uma série de televisão brasileira de dramédia esportiva produzida pelo Disney+, que tem previsão de estreia para 9 de julho de 2025. Com direção de Pedro Amorim e Maria Farkas tem roteiro assinado por Álvaro Campos, Flavia Boggio, Leandro Muniz e Camila Kertzman. A trama acompanha a transição do maior ídolo do futebol brasileiro, que é forçado a abandonar a carreira e dividir a bancada de um programa com uma frustrada jornalista veterana.
Estrelada por José Loreto e Carol Castro também conta com Aline Dias, Nando Cunha, Arthur Kohl, Roberto Birindelli, Gabriel Santana, Wesley Guimarães e Luciana Paes no elenco.

## Enredo
Matheus Reis (José Loreto), uma das maiores estrelas do futebol brasileiro, vê sua carreira chegar a um fim precoce após desmaiar durante a final do campeonato e ser diagnosticado com um grave problema cardíaco. Afastado dos campos por ordem médica, ele precisa encontrar um novo rumo para sua vida. Paralelamente, acompanhamos Elisa (Carol Castro), uma jornalista esportiva talentosa que luta por reconhecimento em uma redação dominada por homens. Mesmo sendo filha de um renomado comentarista esportivo (Arthur Kohl), ela ainda é subestimada e precisa provar seu valor. Crítica feroz do estilo de jogo e da vida de Matheus, Elisa conquista visibilidade ao divulgar um furo de reportagem sobre o jogador, culminando em uma acalorada discussão entre os dois nos vestiários.
O embate rende repercussão, e Elisa é convidada para integrar o programa “Jogo Cruzado”, do canal Antena Sport o mesmo programa que, ironicamente, também decide contratar Matheus. O que era para ser o início do sonho dela acaba virando um campo minado: os dois são obrigados a dividir espaço em meio a mágoas, egos e tensões mal resolvidas. A rivalidade entre Elisa e Matheus vira o principal atrativo da atração, chamando a atenção de Suzana Hartman (Luciana Paes), herdeira do canal e completamente inexperiente em televisão. Na tentativa de alavancar a audiência, Suzana aposta tudo nessa química explosiva, mesmo que isso comprometa a credibilidade jornalística de Elisa e as relações pessoais de Matheus.
Entre polêmicas ao vivo, bastidores conturbados e dilemas éticos, a trama mergulha nos bastidores do futebol e da mídia esportiva, expondo os conflitos de poder, a busca por espaço e a linha tênue entre fama e fracasso.

## Elenco
- Carol Castro como  Elisa Montes
- José Loreto como Matheus Reis
- Luciana Paes como Suzana Hartman
- Leandro Ramos como Lucca
- Aline Dias como  Camila Pires (Milla)
- Danilo de Moura como Pira
- Nando Cunha como  Cledir Santana
- Roberto Birindelli como Ernesto (Professor)
- Gabriel Santana como Kauê
- Ravel Cabral como Laercio Hartman
- Arthur Kohl como Jonas Montes Filho

### Participações Especiais
- Wesley Guimarães como Ariel
- Felipe Hintze como Mamutinho
- Felipe Frazão como João Paulo (JP)
- Aloísio Chulapa como Ele mesmo
- Joel Santana como Ele mesmo
- Walter Casagrande como Ele mesmo
- Bebeto como Ele mesmo
- Cafu como Ele mesmo
- Mauro Naves como Ele mesmo
- Daniela Boaventura como como Ela mesma
- Tasha & Tracie como Elas mesmas

## Episódios
| N.º geral                                                                                          | N.º na temp. | Título                         | Dirigido por               | Escrito por                                                  | Exibição original  |
| -------------------------------------------------------------------------------------------------- | ------------ | ------------------------------ | -------------------------- | ------------------------------------------------------------ | ------------------ |
| 1                                                                                                  | 1            | "Um Ataque Fulminante"         | Pedro Amorim, Maria Farkas | Álvaro Campos, Flavia Boggio, Leandro Muniz, Camila Kertzman | 9 de julho de 2025 |
| Elisa é demitida, mas com um furo de reportagem retoma sua vaga: Matheus fura a concentração.      |              |                                |                            |                                                              |                    |
| 2                                                                                                  | 2            | "A Melhor Defesa é o Ataque"   | Pedro Amorim, Maria Farkas | Álvaro Campos, Flavia Boggio, Leandro Muniz, Camila Kertzman | 9 de julho de 2025 |
| Matheus e Elisa se enfrentam no ar. Começou o "Jogo Cruzado"!                                      |              |                                |                            |                                                              |                    |
| 3                                                                                                  | 3            | "Cartão Vermelho"              | Pedro Amorim, Maria Farkas | Álvaro Campos, Flavia Boggio, Leandro Muniz, Camila Kertzman | 9 de julho de 2025 |
| Matheus e Elisa dão uma trégua quando uma possível fake news os une contra Laércio.                |              |                                |                            |                                                              |                    |
| 4                                                                                                  | 4            | "Quem Não Faz, Leva"           | Pedro Amorim, Maria Farkas | Álvaro Campos, Flavia Boggio, Leandro Muniz, Camila Kertzman | 9 de julho de 2025 |
| Elisa e Matheus combinam uma troca de favores, mas cumprir o combinado não é tarefa fácil.         |              |                                |                            |                                                              |                    |
| 5                                                                                                  | 5            | "Bota a Cabeça no Lugar!"      | Pedro Amorim, Maria Farkas | Álvaro Campos, Flavia Boggio, Leandro Muniz, Camila Kertzman | 9 de julho de 2025 |
| Matheus tem uma chance de voltar para o clube. Elisa tenta frear Suzana.                           |              |                                |                            |                                                              |                    |
| 6                                                                                                  | 6            | "Jogo é Jogo, Treino é Treino" | Pedro Amorim, Maria Farkas | Álvaro Campos, Flavia Boggio, Leandro Muniz, Camila Kertzman | 9 de julho de 2025 |
| Matheus e Elisa voltam ao campo, desta vez como treinadores, mas o coração de Matheus não aguenta. |              |                                |                            |                                                              |                    |
| 7                                                                                                  | 7            | "Resenha"                      | Pedro Amorim, Maria Farkas | Álvaro Campos, Flavia Boggio, Leandro Muniz, Camila Kertzman | 9 de julho de 2025 |
| Na comemoração do título do Fenícios, Matheus e Elisa se aproximam mais do que nunca.              |              |                                |                            |                                                              |                    |
| 8                                                                                                  | 8            | "Novo Reforço"                 | Pedro Amorim, Maria Farkas | Álvaro Campos, Flavia Boggio, Leandro Muniz, Camila Kertzman | 9 de julho de 2025 |
| A fofoca corre solta e Suzana espalha para o mundo o que aconteceu entre Elisa e Matheus.          |              |                                |                            |                                                              |                    |

## Recepção
A estreia de Jogo Cruzado recebeu críticas mistas, com uma tendência mais positiva do que negativa por parte da crítica especializada. O site Omelete, por meio da crítica de Pedro Gilio, avaliou a série com três de cinco estrelas, classificando-a como boa. Gilio destacou a dinâmica de "gato e rato" entre os personagens de Carol Castro e José Loreto, elogiando o equilíbrio entre humor e situações constrangedoras. O núcleo cômico da série, segundo ele, se sobressai especialmente pelas atuações de Leandro Ramos (Lucca) e Luciana Paes (Suzana Hartman), que entregam piadas de forma natural e inesperada. A crítica também ressaltou a capacidade da série de abordar temas sérios — como machismo no jornalismo esportivo, ética na imprensa, fake news e saúde mental de atletas — de forma leve, porém impactante, gerando bons plot twists. Gilio concluiu que Jogo Cruzado consegue agradar tanto ao público que aprecia comédia quanto aos interessados no universo esportivo, crescendo ao longo dos episódios e deixando um “gostinho de quero mais”.
Já o portal Arroba Nerd considerou a trama um “gol de placa”, com um humor certeiro e bem dosado. A crítica elogiou a forma como a série explora o universo do esporte e do entretenimento esportivo, mesmo quando toca em temas mais delicados. O texto também enfatiza o bom elenco e o roteiro eficiente, destacando a química entre José Loreto e Carol Castro. Segundo o portal, a série funciona como um “esporte coletivo”, com todos os personagens tendo espaço para brilhar. A atuação de Carol Castro chegou a ser comparada à de Sandra Bullock em Miss Simpatia, pela mistura de charme, timing cômico e presença de cena.
Por outro lado, o CinePOP teve uma avaliação mais crítica, apontando dificuldades na mistura entre comédia e drama. A crítica afirmou que, embora a série tente abordar temas relevantes, as camadas dramáticas acabam sendo superficiais e recorrendo a clichês. No entanto, o portal reconheceu que, mesmo dentro de uma estrutura um tanto caótica, a produção consegue transmitir mensagens importantes, o que é visto como um dos méritos do projeto.